# Telemikrofon
Das Telemikrophon (griechisch) ist eine 1886 von Ernest Mercadier in Paris angegebene Vorrichtung, die das Telefon und das Mikrofon verbindet. 
An der Platte des Telefons werden zwei Kohlenstückchen befestigt, die das Mikrofon bilden. Sie sind von einer dünnen Eisenröhre umschlossen, und ihr Druck auf die Unterlage wird durch einen kleinen Hilfsmagneten reguliert. Gesprochen wird gegen eine dünne Tafel aus Glas, Glimmer oder Holz, die von der Platte durch eine geschlossene Luftschicht von 1 cm Dicke getrennt ist. Beim Sprechen entsendet das Telemikrofon telefonische und mikrofonische Ströme zugleich, letztere unter Mitwirkung einer Induktorrolle.